# زبان‌های سلتی
سِلتی که کِلتی یا سلتیک (Celtic) نیز نامیده می‌شود،نام گروهی از زبانهای هم خانواده در قاره اروپا است. باشگاه فوتبال مشهور سلتیک سیتی از این نام زبانی الگو گرفته است. 
در گذشته، برخی از دانشمندان، زبان‌های رومی‌تبار (ایتالی) و زبان‌های سلتی را زیر یک شاخهٔ فرضی هند و اروپایی به نام ایتالی - سلتی گروه‌بندی کرده بودند؛ اما بررسی‌های اخیر نسبت به وجود این زبان مشترک تردیدهایی به وجود آورده‌است و اکنون زبان‌های رومی‌تبار و سلتی به‌طور کلی دو شاخهٔ جداگانه به‌شمار می‌آیند که از تحول مستقل زبان هند و اروپایی مادر پیدا شده‌اند.
گروه سلتی از خانواده زبان‌های هند و اروپایی، از نظر تاریخی و جغرافیایی، به دو بخش قاره‌ای و جزیره‌ای تقسیم می‌شود. بخش نخست (قاره‌ای) اکنون منسوخ شده، اما بخش جزیره‌ای کمابیش بکار رفته و زیرگروه‌های زیر را دربر می‌گیرد:
1. بریتونی (Brythonic): شامل زبان‌های برِتون (Breton)، کورنی (Cornish)، و ولزی (Welsh).
2. گیلیک‌تبار (Gaelic): شامل زبان‌های زبان ایرلندی، زبان گیلیک اسکاتلندی و مانکس (Manx).

شاخهٔ قاره‌ای از طریق زبانی به نام زبان گیلیک (گُلی) شناخته شده که در منطقه‌ای در حوالی کشور امروزی فرانسه گفتگو می‌شده‌است. زبان گالی در چند کتیبه و نام خاص معدود که از هزاره نخست پیش از میلاد به جای مانده‌است، به‌طور خیلی محدودی ثبت شده‌است. تا سده پنجم میلادی از زبان‌های سلتی، به ویژه زبان گیلیک، در سراسر اروپای غربی استفاده می‌شده‌است. اما امروزه دانش ما دربارهٔ این زبان‌ها محدود به آن چیزی است که در جزیره‌های بریتانیا و ایرلند باقی مانده‌است.
سلتی جزیره‌ای خود به دو شاخه دیگر، یعنی بریتانیا و گایدلی تقسیم می‌گردد. زبان ولزی که آثار آن از قرن یازدهم ثبت و مشاهده گردیده، یک زبان بریتانی است؛ برتونه که در شمال فرانسه گفتگو می‌شود و کورنوالی که در قرن هجدهم از میان رفت، نیز از زبان‌های بریتانی هستند. نخستین زبان گایدلی ثبت شده، ایرلندی باستان است که در کتیبه‌های قرن چهارم و متون متعددی از قرن ششم میلادی ضبط شده‌است. دو زبان امروزی از ایرلندی باستان منشعب شده‌اند: ایرلندی نو که هنوز در بخش غربی سرزمین ایرلند گفتگو می‌شود و در مدارس ایرلند تدریس می‌گردد، و زبان گیلی اسکاتلندی که در سرزمین‌های کوهستانی و جزایر اسکاتلند و جزیرهٔ کیپ برتون در نوا اسکوشیا همچنان به کار می‌رود.

## ویژگی‌ها
به‌طور کلی، زبان‌های سلتی آوای /p/ موجود در زبان‌های هندو اروپایی را حذف کرده‌است. برای نمونه، porcus که در زبان لاتین یعنی خوک، و بشکل‌های porc و pork وارد زبان‌های اروپایی شده، در زبان‌های سلتی به‌شکل orc درآمده‌است.
دو جنس (مؤنث و مذکر) در زبان‌های سلتی وجود دارد و صفت معمولاً پس از اسم می‌آید (البته در ایرلندی باستان و زبان‌های سلتی قاره‌ای سه جنس مذکر، مؤنث و خنثی وجود داشته‌است). در این زبان‌ها (همانند برخی دیگر از زبان‌های هند و اروپایی) از اسم فعل به جای صفت فاعلی استفاده می‌شود. جمله‌ها همیشه با فعل آغاز می‌شوند و در ادامه فاعل و سپس مفعول بیان می‌شود. کارگزار در جمله با استفاده از مجهول غیرشخصی بیان می‌شود.
هیچ مصدری در این زبان‌ها وجود ندارد و برای فعل «داشتن» نیز واژه خاصی موجود نیست و مثلاً جمله «من یک گربه دارم» به صورت Yma kath dhymm در کورنی (به معنی «یک گربه برای من است»)، Mae cath gyda fi در ولزی (به معنی «یک گربه با من است») و Tá cat agam در ایرلندی (به معنی «یک گربه از من است») در می‌آید.
همه زبان‌های سلتی، امروزه برای نوشتن از الفبای لاتین استفاده می‌کنند.

## جمعیت‌شناسی
| زبان            | نام بومی                                           | گروه‌بندی  | شمار سخنوران بومی                                                                                  | شمار سخنوران کل | مناطق اصلی            | سازمان تنظیم‌کننده                    | تعداد تخمینی سخنوران در شهرهای بزرگ                        |
| --------------- | -------------------------------------------------- | --------- | -------------------------------------------------------------------------------------------------- | --- | --------------------- | ------------------------------------ | ---------------------------------------------------------- |
| ایرلندی         | Gaeilge/ Gaedhilge / Gaeiluinn / Gaeilig / Gaeilic | گیلیک‌تبار | ۴۰٬۰۰۰–۸۰٬۰۰۰ در جمهوری ایرلند، ۹۴٬۰۰۰ نفر از ایرلندی خارج از سامانه آموزشی استفاده روزانه می‌کنند. | سخنوران کل: ۱٬۸۸۷٬۴۳۷ جمهوری ایرلند: ۱٬۷۷۴٬۴۳۷ بریتانیا: ۹۵٬۰۰۰ ایالات متحده آمریکا: ۱۸٬۰۰۰                                                        | ایرلند                | Foras na Gaeilge                     | دوبلین: ۱۸۴٬۱۴۰ گالوی: ۳۷٬۶۱۴ کورک: ۵۷٬۳۱۸ بلفاست: ۳۰٬۳۶۰  |
| ولزی            | Cymraeg / Y Gymraeg                                | بریتونی   | ۵۶۲٬۰۰۰ (۱۹٫۰٪ از جمعیت ولز) (۲۰۱۱)                                                                | سخنوران کل: ≈ ۹۴۷٬۷۰۰ (۲۰۱۱) ولز: ۷۸۸٬۰۰۰ (۲۶٫۷٪ از جمعیت) انگلستان: ۱۵۰٬۰۰۰ استان چوبوت، آرژانتین: ۵٬۰۰۰ ایالات متحده آمریکا: ۲٬۵۰۰ کانادا: ۲٬۲۰۰ | ولز؛ Y Wladfa، چوبوت  | Welsh Language Commissioner دولت ولز | کاردیف: ۵۴٬۵۰۴ سوانزی: ۴۵٬۰۸۵ نیوپورت: ۱۸٬۴۹۰ بنگور: ۷٬۱۹۰ |
| برتون           | Brezhoneg                                          | بریتونی   | ۲۰۶٬۰۰۰                                                                                            | ۳۵۶٬۰۰۰ | برتاین                | Ofis Publik ar Brezhoneg             | رن: ۷٬۰۰۰ برست: ۴۰٬۰۰۰ نانت: ۴٬۰۰۰                         |
| گیلیک اسکاتلندی | Gàidhlig                                           | گیلیک‌تبار | اسکاتلند: ۵۷٬۳۷۵ (۲۰۱۱) نوا اسکوشیا: ۱٬۲۷۵ (۲۰۱۱)                                                  | اسکاتلند: ۸۷٬۰۵۶ (۲۰۱۱) | اسکاتلند، نوا اسکوشیا | Bòrd na Gàidhlig                     | گلاسگو: ۵٬۷۲۶ ادینبرا: ۳٬۲۲۰ ابردین: ۱٬۳۹۷                 |
| کورنی           | Kernowek                                           | بریتونی   | ناشناخته                                                                                           | ۲٬۰۰۰ | کورن‌وال               | Cornish Language Partnership         | ترورو: ۱۱۸                                                 |
| مانکس           | Gaelg/ Gailck                                      | گیلیک‌تبار | ۱۰۰+                                                                                               | ۱٬۸۲۳ | جزیره من              | Coonceil ny Gaelgey                  | دوگلاس: ۵۰۷                                                |

## نمونه زبان‌ها
| ولزی             | کورنی        | برتونی     | ایرلندی            | گیلی اسکاتلندی     | مانکس             | فارسی           |
| ---------------- | ------------ | ---------- | ------------------ | ------------------ | ----------------- | --------------- |
| gwenynen         | gwenenen     | gwenanenn  | beach              | seillean, beach    | shellan           | زنبور           |
| cadair           | kador        | kador      | cathaoir           | cathair            | caair             | صندلی           |
| caws             | keus         | keuz       | cáis               | càis(e)            | caashey           | پنیر            |
| tu fas, tu allan | yn-mes       | er-maez    | amuigh             | a-muigh            | mooie             | بیرون           |
| cwympo           | kodha        | kouezhañ   | tit(im)            | tuit(eam)          | tuitt(ym)         | افتادن          |
| gafr             | gaver        | gavr       | gabhar             | gobhar             | goayr             | بز              |
| tŷ               | chi          | ti         | teach, tigh        | taigh              | thie              | خانه            |
| gwefus           | gweus        | gweuz      | liopa              | bile, lip          | meill             | لب              |
| aber             | aber         | aber       | inbhear            | inbhir             | inver             | خور (دهانه رود) |
| rhif, nifer      | niver        | niver      | uimhir             | àireamh            | earroo            | شماره           |
| gellygen, peren  | peren        | perenn     | piorra             | peur/piar          | peear             | گلابی           |
| ysgol            | skol         | skol       | scoil              | sgoil              | scoill            | مدرسه           |
| ysmygu           | megi         | mogediñ    | tobac a chaitheamh | smocadh            | toghtaney/smookal | دود کردن        |
| seren            | steren       | steredenn  | réalta             | reul               | rollage           | ستاره           |
| heddiw           | hedhyw       | hiziv      | inniu              | an-diugh           | jiu               | امروز           |
| chwibanu         | hwibana      | c'hwibanat | feadaíl            | fead               | fed               | سوت زدن         |
| chwarel          | mengleudh    | mengleuz   | cairéal            | coireall, cuaraidh | quarral           | معدن سنگ        |
| llawn            | leun         | leun       | lán                | làn                | lane              | پر              |
| arian            | arhans       | arc'hant   | airgead            | airgead            | argid             | نقره            |
| arian            | mona, arhans | moneiz     | airgead            | airgead            | argid             | پول             |